# Трасівулос Заїміс
Трасі́вулос Заї́міс (грец. Θρασύβουλος Ζαΐμης; 29 жовтня (10 листопада) 1822 або 29 жовтня (10 листопада) 1825 — 27 жовтня (8 листопада) 1880, Афіни) — грецький політик, двічі прем'єр-міністр країни.

## Життєпис
Народився в Калавриті 29 жовтня 1822 року в родині Андреаса Заїміса, військового та політичного лідера часів залежності Греції від Османської імперії. Вивчав право у Франції. Вперше був обраний до складу грецького парламенту 1850 року. Чотири рази обіймав посаду голови парламенту, а також займав пости у різних урядах. 1864 представляв грецький уряд під час передачі Іонічних островів від британського уряду (такий подарунок збігся з інтронізацією короля Георга). Двічі займав пост глави уряду.
Помер 27 жовтня 1880 року в Афінах. Був батьком Александроса Заїміса, який згодом також займав пост прем'єр-міністра Греції.